# Campeonato Mundial de Rali de 2012
O Campeonato Mundial de Rali de 2012 foi a 40ª temporada do Campeonato Mundial de Rali, organizado pela FIA. A temporada teve início em 17 de janeiro, no Rali de Monte Carlo, e foi finalizada em 11 de novembro, no Rali da Catalunha. Sébastien Loeb foi o vencedor do Mundial de Pilotos, e a Citroën foi a vencedora do Mundial de Construtores.

## Calendário
| Etapa | Datas          | Rali                  | Base do evento   | Categorias paralelas | Superfície                      |
| ----- | -------------- | --------------------- | ---------------- | -------------------- | ------------------------------- |
| 01    | 17 de janeiro  | Rali de Monte Carlo   | Monte Carlo      | PWRC/SWRC            | Macadame coberto de gelo e neve |
| 02    | 9 de fevereiro | Rali da Suécia        | Karlstad         | SWRC                 | Neve                            |
| 03    | 8 de março     | Rali do México        | León             | PWRC/SWRC            | Cascalho                        |
| 04    | 29 de março    | Rali de Portugal      | Faro             | PWRC/SWRC            | Cascalho                        |
| 05    | 26 de abril    | Rali da Argentina     | Villa Carlos Paz | JWRC                 | Cascalho                        |
| 06    | 24 de maio     | Rali da Acrópole      | Atenas           | PWRC                 | Cascalho                        |
| 07    | 22 de junho    | Rali da Nova Zelândia | Auckland         | PWRC/SWRC            | Cascalho                        |
| 08    | 2 de agosto    | Rali da Finlândia     | Jyväskylä        | SWRC/PWRC/WRC        | Cascalho                        |
| 09    | 24 de agosto   | Rali da Alemanha      | Trier            | SWRC                 | Macadame                        |
| 10    | 14 de setembro | Rali da Grã-Bretanha  | Cardiff          | PWRC/SWRC            | Cascalho                        |
| 11    | 4 de outubro   | Rali da Alsácia       | Estrasburgo      | SWRC                 | Macadame                        |
| 12    | 18 de outubro  | Rali da Sardenha      | Olbia            | SWRC                 | Cascalho                        |
| 13    | 8 de novembro  | Rali da Catalunha     | Salou            | PWRC                 | Cascalho e asfalto              |